# Пошлая Молли
«По́шлая Мо́лли» — украинская рок-группа, основанная музыкантом Кириллом Тимошенко, более известным под псевдонимом Кирилл Бледный. Она была официально основана в 2016 году, но зародилась в 2014. Группа является одним из самых ярких представителей синти-панка Украины, совмещая поп-панк с электронной музыкой. «Пошлая Молли» набрала свою популярность в 2017 году, в частности в социальной сети «ВКонтакте».

## История
Кирилл Тимошенко, основатель и лидер группы, родился в городе Змиёв, Харьковская область, Украина 31 марта 1997 года. Группа зародилась в 2014 году из идеи двух друзей (Кирилла Бледного и Богдана Ступки). Первое название — «Molly».
Официально с названием «Пошлая Молли» образовалась в феврале 2016 года. Первый концерт группы состоялся в 2016 году, но зрителями в основном были друзья и знакомые Кирилла.
Это была обычная «солянка» в местном клубе. Под сценой меня поддерживали 20 тел, 70 процентов из которых были мои друзья. Все было довольно уныло, люди стеснялись друг друга в полупустом зале. Помню, на мне тогда даже одежда была не моя.Кирилл Бледный о самом первом концерте
На следующем выступлении исполнители рассчитывали увидеть около 150 зрителей, а в зале оказалось 400 человек, несмотря на то, что группа была готова исполнять всего три песни. В раскрутку своего проекта Кирилл не вкладывался; популярность начала расти из-за пабликов «Вконтакте», заинтересовавшихся группой.
24 февраля 2017 года вышел дебютный музыкальный альбом с восемью композициями с названием «8 способов как бросить дрочить», который быстро набрал популярность, в частности в социальной сети «ВКонтакте». Портал The Flow поместил альбом на 2 строчку «50 отечественных альбомов 2017». 9 июня 2017 года вышел первый видеоклип группы на песню «Любимая песня твоей сестры», который набрал несколько миллионов просмотров на YouTube.
В 2018 году на интервью The Flow Кирилл Бледный заявил, что новый альбом будет «взрослее» предыдущего. 29 января 2018 года вышел мини-альбом из шести треков под названием «Грустная девчонка с глазами как у собаки». Через несколько дней вышел видеоклип на песню «Типичная вечеринка с бассейном», который в 2020 году был удалён с YouTube. Продюсером клипа стала Люба Чиркова. Весной того же года вышел клип на песню «Все хотят меня поцеловать», который тоже позже был удален с YouTube.
15 февраля 2018 года «Пошлая Молли» выступала в шоу «Вечерний Ургант» со своей на тот момент новой песней «Буду твоим песиком».
23 ноября 2018 года вышел мини-альбом из четырёх треков под названием «Очень страшная Молли 3 (Часть 1)». В декабре вышел видеоклип на песню «CTRL+Zzz», который позже был удалён с YouTube. Клип снова продюсировала Люба Чиркова. В 2019 году вышел видеоклип «ЛОЛ», спродюсированный Максимом Балтером и Никитой Квасниковым.
После длительного музыкального затишья 20 декабря 2019 года «Пошлая Молли» выпустила свой первый сингл «Мишка» с участием Кати Кищук. На сингл вышла экранизация в виде клипа, в котором Кирилл и Екатерина пародируют звёзд 2000-х. В январе 2020 года «Пошлая Молли» снялась в «MTV Музыкант Года», спев несколько своих песен. Кирилл Тимошенко говорил, что релиз альбома неоднократно откладывался из-за алкогольной зависимости. 18 февраля 2020 года вышел мини-альбом Paycheck, состоящий из шести треков. В него вошёл сингл «Мишка». 15 мая 2020 года вышел видеоклип на песню «Ты разбила папину машину» с участием HOFMANNITA, клип продюсировала Люба Чиркова. Из-за пандемии коронавируса запланированный концертный тур в поддержку нового альбома был перенесён на осень 2020 года.
5 октября 2020 года лидер группы посетил шоу «Вечерний Ургант», где дал интервью Ивану Урганту. В конце 2020 года группа выступила на онлайн-концерте МТС Live. 12 февраля 2021 года вышел тизер на новый клип «Пошлой Молли», который должен был выйти 26 февраля, но релиз был перенесён. 12 марта 2021 года вышел новый сингл группы — «Контракт», а спустя 12 часов —музыкальный клип на него.
4 июня 2021 года вышел совместный сингл Yanix и «Пошлой Молли» «Из ладони в ладонь». 16 сентября 2021 года был опубликован совместный сингл Элджея и «Пошлой Молли» «Дом периньон». 24 декабря 2021 года вышел совместный сингл Элджея и Пошлой Молли «Chupa chups».
24 июня 2022 года вышел совместный сингл Молодого Платона и «Пошлой Молли» «Школьник». 19 августа 2022 года вышел совместный сингл VACÍO и «Пошлой Молли» «Уу-хуу». 10 сентября 2022 года вышел совместный сингл Молодого Платона, Yanix и «Пошлой Молли» «DON’T PLAY, BAE». 7 октября 2022 года вышел совместный сингл HOFMANNITA и «Пошлой Молли» «#HABIBATI».
После начала полномасштабного вторжения России на Украину 24 февраля 2022 года группа, которая в то время находилась в России, покинула РФ и стала проводить благотворительные концерты в поддержку Украины. Фронтмен группы Кирилл Бледный заявил, что все концерты в России отменяются.
30 августа 2024 года Пошлая Молли выпустили сингл «Адская колыбельная», — первый релиз за последние два года. 11 октября 2024 года вышел новый мини-альбом, получивший название RATT#WHORE. 24 января 2025 года вышел клип на песню "Не обижай господина министра".

## Состав
Текущий:

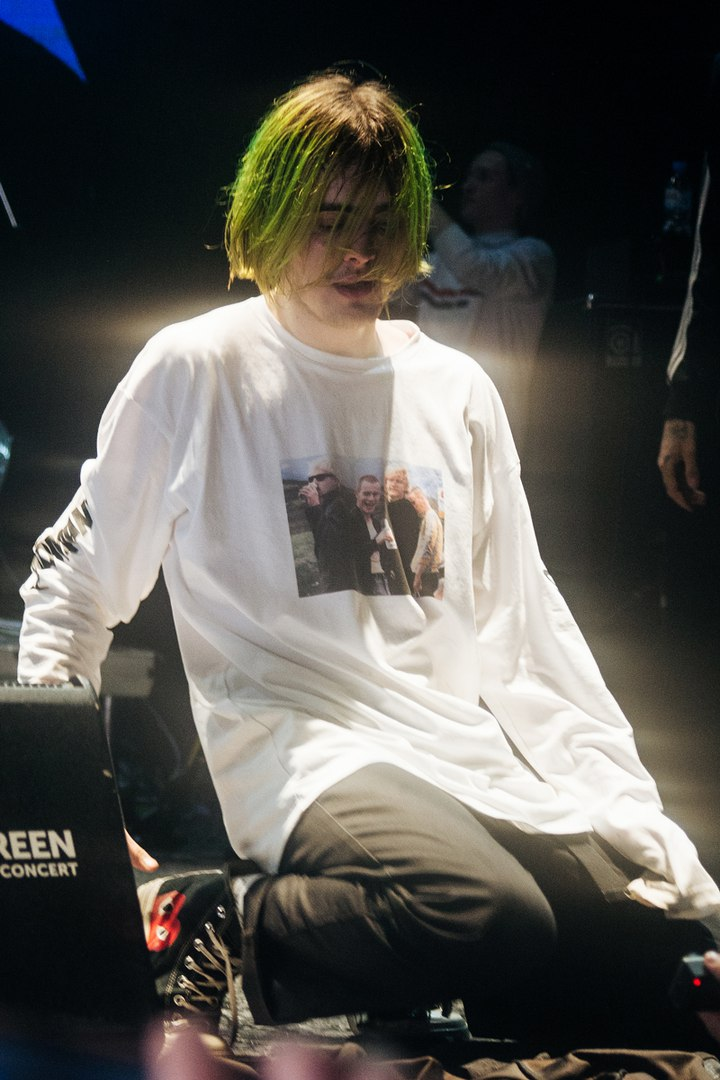
Бледный во время концерта

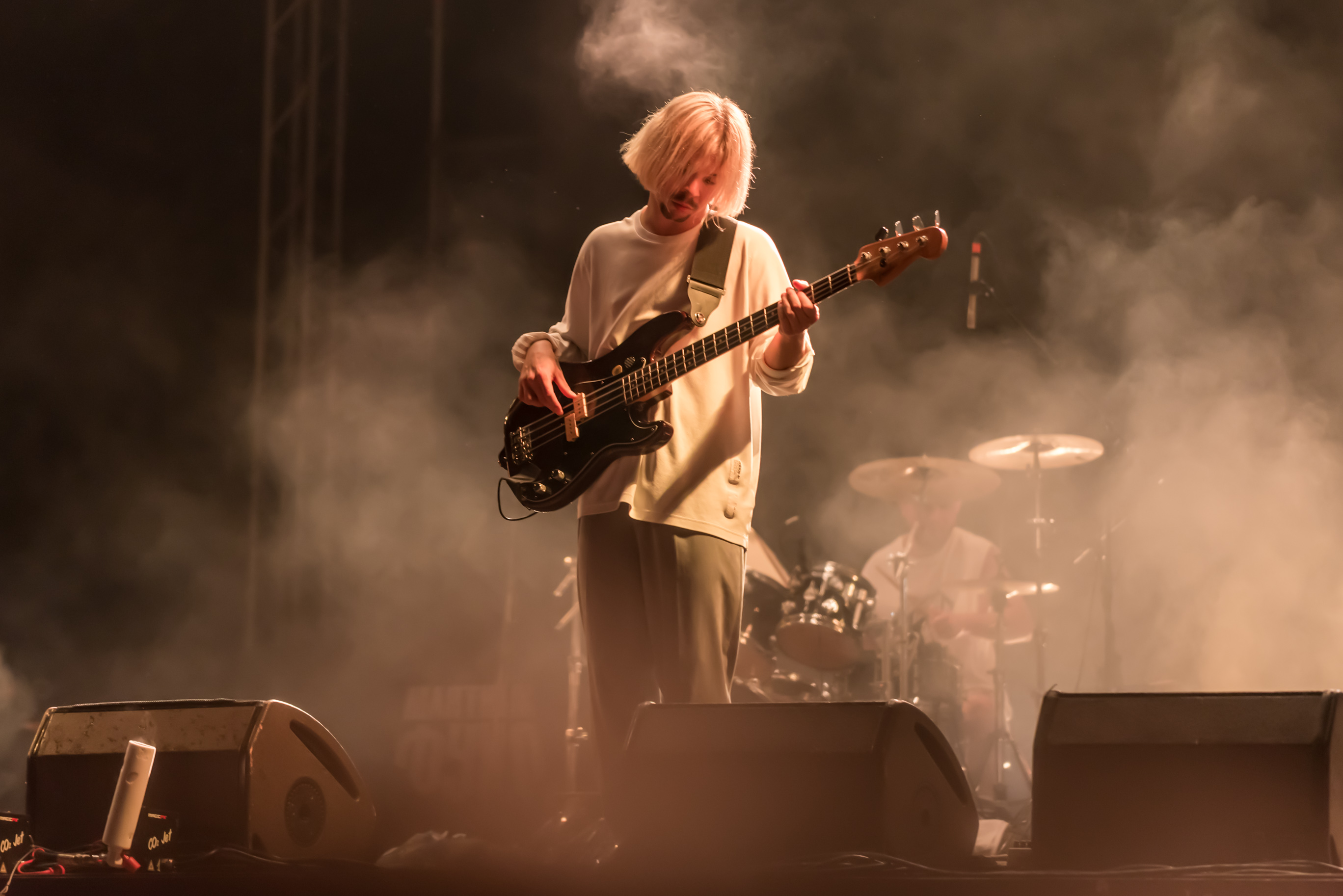
Дмитрий Гончаренко

- Кирилл «Бледный» Тимошенко — вокал, речитатив, автор
- Дмитрий Гончаренко — бас-гитара
- Константин Пыжов — гитара (с 2018)
- Павел Холодянский — ударные (с 2017)

Бывшие участники:
- Богдан Ступка — гитара, соавтор (2014-2017)
- Андрей Густей — гитара (2017–2018)
- Павел Валович — ударные (2016–2017)[34]

Бывшие сессионные участники:
- Артём Микаелян — клавишные (2016)[35]
- Алексей Бочкарёв — ударные (2017) [36][37]
- Евгений Мильковский — гитара (2017, 2022)[38][39][40]
- Роман Булахов — гитара (2022)[40]

Временная шкала

## Дискография

### Студийные альбомы
- 2017 — «8 способов как бросить дрочить»

### Мини-альбомы
- 2018 — «Грустная девчонка с глазами как у собаки»
- 2018 — «Очень страшная Молли 3 (Часть 1)»
- 2020 — Paycheck
- 2024 — Ratt#Whore

### Внеальбомные синглы
- 2017 — «Lin Ansty» (при уч. dǝǝls) [41]
- 2021 — «Контракт» [42]
- 2021 — «Дом Периньон» (при уч. Элджея)
- 2022 — «Школьник» (при уч. Молодого Платона)
- 2022 — «#Habibati» (при уч. Hofmannita)

### Видеоклипы
- 2017 — «Любимая песня твоей сестры»
- 2018 — «Типичная вечеринка с бассейном»
- 2018 — «Все хотят меня поцеловать»
- 2018 — «Ctrl+Zzz»
- 2019 — «Лол»
- 2019 — «Мишка» (при уч. Katerina)
- 2020 — «Ты разбила папину машину»
- 2021 — «Контракт»
- 2021 — «Дом Периньон» (при уч. Элджея)
- 2022 — «#Habibati» (при уч. Hofmannita)
- 2025 — «Не обижай господина министра»

### Гостевое участие
- 2021 — Yanix — «Из ладони в ладонь»
- 2021 — Элджей — «Chupa Chups»
- 2022 — Vacío — «Уу-хуу»
- 2022 — Молодой Платон, Yanix — «Don't Play, Bae»
- 2022 — Молодой Платон — «Школьник»
- 2023 — Молодой Платон — «Маршмеллоу»